# Thor 3
Thor 3 ist ein ehemaliger Fernsehsatellit des norwegischen Telekommunikationsunternehmens Telenor. Er diente ursprünglich vor allem der Übertragung skandinavischsprachiger Programme auf 0,8° West.
Der Satellit wurde 1998 gestartet und war für mindestens 12 Jahre Betriebsdauer ausgelegt. Er wurde auch nach Ablauf dieser Zeit noch auf 4,3° West verwendet, wo er Daten für den Nahen Osten übertrug. Die Übertragung erfolgte im Ku-Band.